# Wings Hauser
Gerald Dwight «Wings» Hauser (Hollywood, 12 de diciembre de 1947-Santa Mónica, 15 de marzo de 2025) fue un actor, guionista, director de cine y músico estadounidense. Un prolífico actor de carácter, apareció en más de 100 producciones de cine y televisión desde 1967, y una vez fue llamado «la estrella más grande de la que nunca has oído hablar». Recibió una nominación al premio Independent Spirit al mejor actor de reparto por su papel en Tough Guys Don't Dance (1987). También fue el padre del actor Cole Hauser.

## Primeros años de vida
Hauser nació en Hollywood, barrio de Los Ángeles, hijo de Geraldine (de soltera Thienes) y Dwight Hauser, director y productor. Su hermano es el actor Erich Hauser. La carrera de Hauser padre se vio obstaculizada por la Pánico Rojo, y la familia se mudó fuera de Los Ángeles cuando Hauser tenía 8 años, donde su padre fundó un pequeño grupo de teatro. Se ganó su apodo durante la escuela secundaria, cuando jugaba fútbol americano como lateral.
Hzo su debut cinematográfico a la edad de 18 años, cuando interpretó un pequeño papel en la película de guerra de 1967 First to Fight. Aunque provenía de una familia de actores, al principio no se dedicó seriamente a la actuación y pasó la mayor parte de sus veinte años trabajando como músico folk y artista callejero. Durante un período a principios de la década de 1970, estuvo sin hogar y pasó varios meses viviendo en un garaje vacío con su hija pequeña Bright.
En 1970, fue miembro de la banda Vision of Sunshine que lanzó un álbum homónimo en el sello Avco-Embassy. En 1975, lanzó un álbum para RCA titulado Your Love Keeps Me Off the Streets. Para este LP, utilizó el nombre «Wings Livinryte». Aunque el álbum no fue un éxito, le permitió mudarse a una vivienda más estable con su hija. Ese mismo año, apareció en un episodio de la serie de televisión Cannon, obteniendo su tarjeta del SAG.

## Carrera
Atrajo la atención por primera vez en diciembre de 1977, cuando, como desconocido, fue elegido para interpretar a Greg Foster en la telenovela The Young and the Restless, sucediendo a Brian Kerwin en el papel. Hauser permaneció en el programa hasta 1981, cuando fue sucedido por Howard McGillin. Regresó al papel casi treinta años después para tres episodios, en 2010.
Tuvo su gran oportunidad cinematográfica interpretando al villano proxeneta Ramrod en Vice Squad (1982). También escribió e interpretó la canción principal de la película, «Neon Slime».

En 1983, escribió la historia de la película éxito de taquilla de Paramount Pictures, Uncommon Valor. La película contaba historias de un amigo de la infancia, Gary Dickerson, que había estado en Vietnam. Según Hauser:
Vi que [Dickerson] había dejado algo en Vietnam y eso desencadenó todo. Y luego me di cuenta de la situación de los desaparecidos y los prisioneros de guerra y dije: «Bueno, esa será la excusa para volver a Vietnam y buscar a los prisioneros de guerra, pero lo que realmente buscan es su propia claridad y su propia integridad, ¿no?». Y esa es la historia. Esa es toda la película.
En 1982, interpretó a Garrard en Hear No Evil, un telefilme. En 1987, coprotagonizó Tough Guys Don't Dance, dirigida por Norman Mailer, ganándose una nominación a los premios Independent Spirit como Mejor actor de reparto.
Apareció en 41 series de televisión, incluidos papeles recurrentes en Beverly Hills, 90210, Murder, She Wrote y Roseanne, y un cameo como jurado en el episodio de la temporada 4 «Mr. Monk Gets Jury Duty» de Monk.
En 2010, Hauser apareció en Rubber, una película francesa dirigida por Quentin Dupieux.

## Vida personal y fallecimiento
Tuvo una hija, Bright Hauser, de su primer matrimonio con Jane Boltinhouse. De su segundo matrimonio con Cass Warner Sperling, hija de Milton Sperling, tuvo un hijo, el actor Cole Hauser. Según el joven Hauser, él y su padre no tenían una relación cuando él era un niño, pero luego se reconciliaron y volvieron a conectarse cuando él era adolescente.
Posteriormente, se volvió a casar con la actriz Cali Lili Hauser. Los dos construyeron un santuario de vida marina y mariposas.
La enfermedad pulmonar obstructiva crónica provocó un deterioro en la salud de Hauser, quien dependió de la asistencia respiratoria mediante tanques de oxígeno en sus últimos años. Murió en Santa Mónica el 15 de marzo de 2025, a la edad de 77 años.

## Filmografía

### Cine
- 1967: First to Fight como Ragan (sin acreditar)
- 1978: Who'll Stop the Rain como Marine Driver
- 1982: Vice Squad como 'Ramrod'
- 1982: Homework como 'Reddog'
- 1982: Hear No Evil como Garrard
- 1983: Ghost Dancing como Frank Carswell
- 1983: Deadly Force como 'Stoney' Cooper
- 1984: Mutant como Josh Cameron
- 1984: Historia de un soldado como teniente Byrd
- 1984: Sweet Revenge como mayor Frank Hollins
- 1984: Terror in the Aisles como 'Ramrod' (material de archivo de Vice Squad)  (sin acreditar)
- 1985: Command 5 como Jack Coburn
- 1985: The Long Hot Summer como Wilson Mahood
- 1986: Dark Horse como (desconocido)
- 1986: 3:15 como Sr. Havilland (sin acreditar)
- 1986: Jo Jo Dancer, Your Life Is Calling como Cliff
- 1986: The Wind como Phil
- 1986: Hostage como mayor Sam Striker
- 1986: Raw Terror (desconocido)
- 1987: Tough Guys Don't Dance como capitán Alvin Luther Regency
- 1987: No Safe Haven como Clete Harris
- 1988: Dead Man Walking como John Luger
- 1988: Death Street USA (alias Nightmare at Noon) como Ken Griffiths
- 1988: El carpintero como Edward Byrd
- 1989: The Siege of Firebase Gloria como cabo Joseph L. DiNardo
- 1989: L.A. Bounty como Cavanaugh
- 1989: Bedroom Eyes II como Harry Ross
- 1990: Reason to Die como Elliot Canner
- 1990: Marked for Murder como Emerson
- 1990: Coldfire como Lars
- 1990: Street Asylum como Arliss Ryder
- 1990: Out of Sight, Out of Mind como Victor Lundgren
- 1990: Wilding como Tim Parsons
- 1990: Pale Blood como Van Vandameer
- 1990: Living to Die como Nick Carpenter
- 1991: Bump in the Night como Patrick Tierney
- 1991: Frame Up como Ralph Baker
- 1991: The Killers Edge (a.k.a. Blood Money) como Jack
- 1991: Beastmaster 2: Through the Portal of Time como Arklon
- 1991: The Art of Dying como Jack
- 1991: In Between como Jack Maxwell
- 1992: Frame Up II: The Cover-Up (alias Deadly Conspiracy) como Sheriff Ralph Baker
- 1992: Mind, Body & Soul como John Stockton
- 1992: Exiled in America como Fred Jenkins
- 1993: Champagne and Bullets como Huck Finney
- 1994: Watchers 3 como Ferguson
- 1994: Skins (alias Gang Boys) como Joe Joiner
- 1995: Víctima del deseo como Leland Duvall
- 1995: Tales from the Hood como oficial Strom
- 1995: Broken Bars como Warden Pitt
- 1995: Guns & Lipstick como Michael
- 1996: Original Gangstas como Michael Casey
- 1999: Life Among the Cannibals como Vince
- 1999: The Insider como abogado de tabaco
- 1999: Clean and Narrow como Sheriff Brand
- 2001: Savage Season como Maddox
- 2002: The Blue Lizard como 'Little G'
- 2004: Irish Eyes (alias Vendetta: No Conscience, No Mercy) como Kevin Kilpatrick
- 2004: The Ruining como Not Hasselhoff
- 2006: Mystery Woman: Wild West Mystery como Strother Elam
- 2007: Avenging Angel como coronel Cusack
- 2007: The Stone Angel como Bram viejo.
- 2010: Rubber como hombre en silla de ruedas

### Televisión
- 1975: Cannon - «A Touch of Venom» como Ethan Morse (acreditado como Wings Livinryte)
- 1976: Baretta como Dave
- 1977: Emergency! como Larry, gimnasta herido
- 1981, 2010: The Young and the Restless como Greg Foster
- 1981: Magnum, P.I. - «Wave Goodbye» como Nick Frangakis
- 1983: Profesión Peligro - «Just a Small Circle of Friends» como Baba
- 1984: Hunter - «Dead or Alive» como Jimmy Jo Walker
- 1985: Hardcastle and McCormick - «You Don't Hear the One That Gets You» como Arvin Lee
- 1985: Airwolf - «Airwolf II» como Harlan Jenkins
- 1985: The A-Team - «Blood, Sweat, and Cheers», «The Big Squeeze» como Karl Ludwig / Jack 'The Ripper' Lane
- 1985-1996: Murder, She Wrote - «Reflections of the Mind», «Night Fear», «Love & Hate in Cabot Cove», «Track of a Soldier» como Howard Levering / Sam Bennett / Wallace Evans / Carl
- 1986: The Last Precinct como Lieutenant Hobbs
- 1987: Perry Mason: The Case of the Scandalous Scoundrel (telefilme) como capitán James Rivers
- 1988-1991: China Beach como teniente coronel Mac Miller
- 1992: Lightning Force como teniente coronel Matthew 'Trane' Coltrane
- 1992-1993: Roseanne como Ty Tilden, vecino
- 1993: Space Rangers - «Fort Hope» como Ex-Ranger Decker
- 1994: Walker, Ranger de Texas - «Right Man, Wrong Time» como Wayland Hampton
- 1994-1996: Beverly Hills, 90210 como J. Jay Jones
- 1995: Kung Fu: The Legend Continues - «Brotherhood of the Bell» como Damon
- 1996: JAG - «Sightings» como J.D. Gold
- 2003: Kingpin como Doug Duffy
- 2005: House M. D. - «Hunting» como Michael Ryan
- 2007: Bones - «The Man in the Mud» (2007) como Lenny Fitz
- 2009: El mentalista - «Paint It Red» como A. P. Caid
- 2010: Mentes criminales - «Exit Wounds» como Sheriff Rhodes

### Citas
1. 1 2 3  Mark, Lois Alter (12 de abril de 1991). «Wings Hauser is the biggest star you never heard of». Entertainment Weekly (en inglés). Consultado el 12 de marzo de 2024.
2. 1 2  Barnes, Mike (20 de marzo de 2025). «Wings Hauser, Actor in 'Vice Squad' and 'A Soldier’s Story', Dies at 77». The Hollywood Reporter. Consultado el 20 de marzo de 2025.
3. ↑  Rao, Char (Verano de 1989). «Wings Hauser». Psychotronic Video (3): 51.
4. ↑  Terrace, 1985, p. 188.
5. ↑  «Hear No Evil». Turner Classic Movies. United States: Turner Broadcasting System. Consultado el 13 de marzo de 2018.
6. ↑  Terrace, 2011, p. 445.
7. ↑  Barton, Steve (7 de mayo de 2010). «Sales Art and Bizarro Clip - Junk Gets Revenge in Rubber». Dread Central (en inglés estadounidense). Consultado el 28 de marzo de 2025.
8. ↑  Miska, Brad (8 de junio de 2010). «A Fiery Death for Race of ‘Rubber’». Bloody Disgusting! (en inglés estadounidense). Consultado el 28 de marzo de 2025.
9. ↑  «The Fast and Furious Cole Hauser». Film Freak Central. 15 de octubre de 2002. Archivado desde el original el 28 de marzo de 2008. Consultado el 21 de marzo de 2025.
10. 1 2  «Wings Hauser, 'Y&R' actor and father of 'Yellowstone' star Cole Hauser, dies at 77». Entertainment Weekly (en inglés). Consultado el 21 de marzo de 2025.
11. ↑  Minton, Matt (20 de marzo de 2025). «Wings Hauser, Character Actor From 'Vice Squad', 'The Young and the Restless', Dies at 78». Variety. Consultado el 20 de marzo de 2025.